# Elsa Fenske

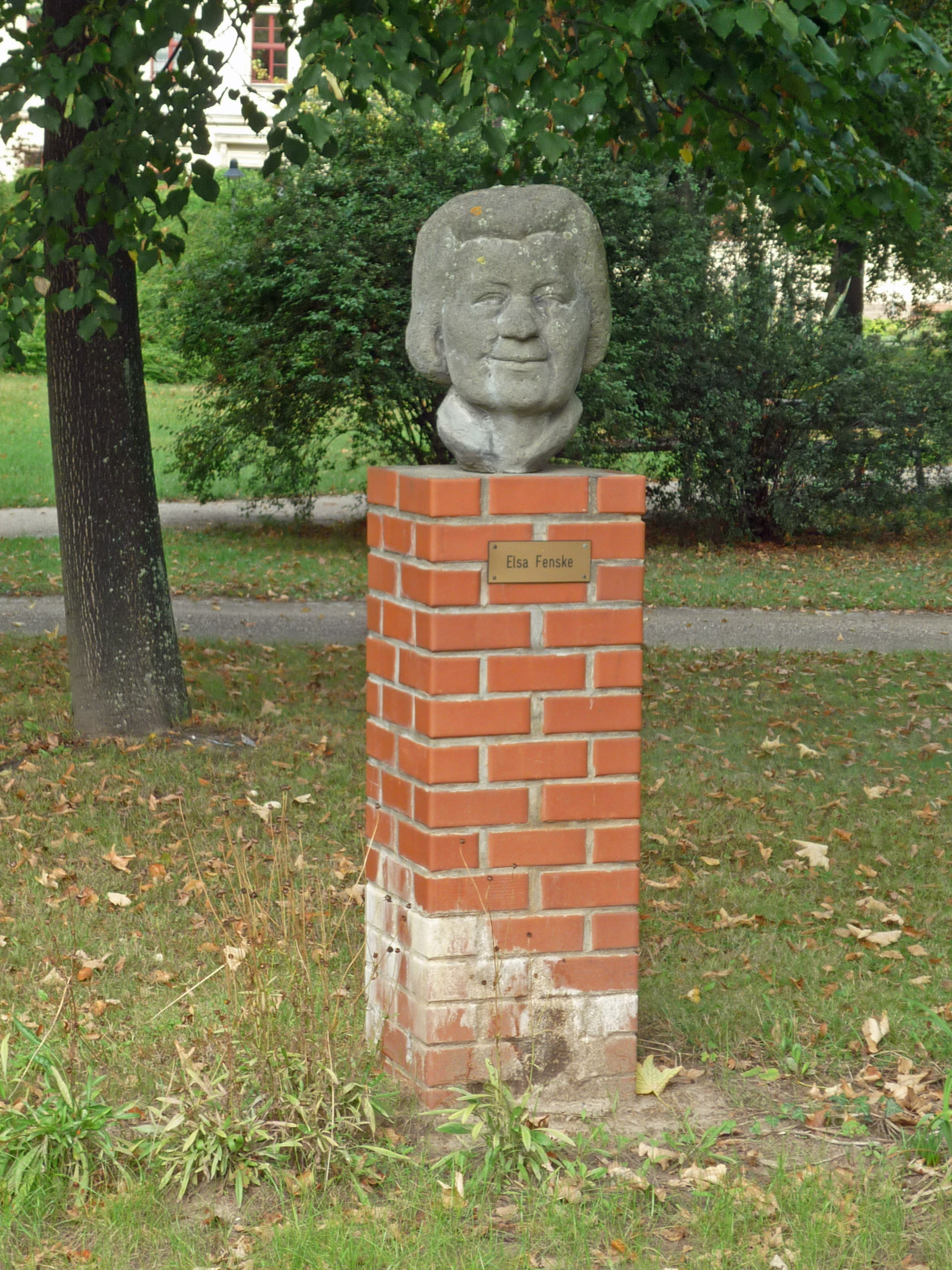
Büste von Elsa Fenske im Park des Seniorenheims Dresden, Freiberger Straße

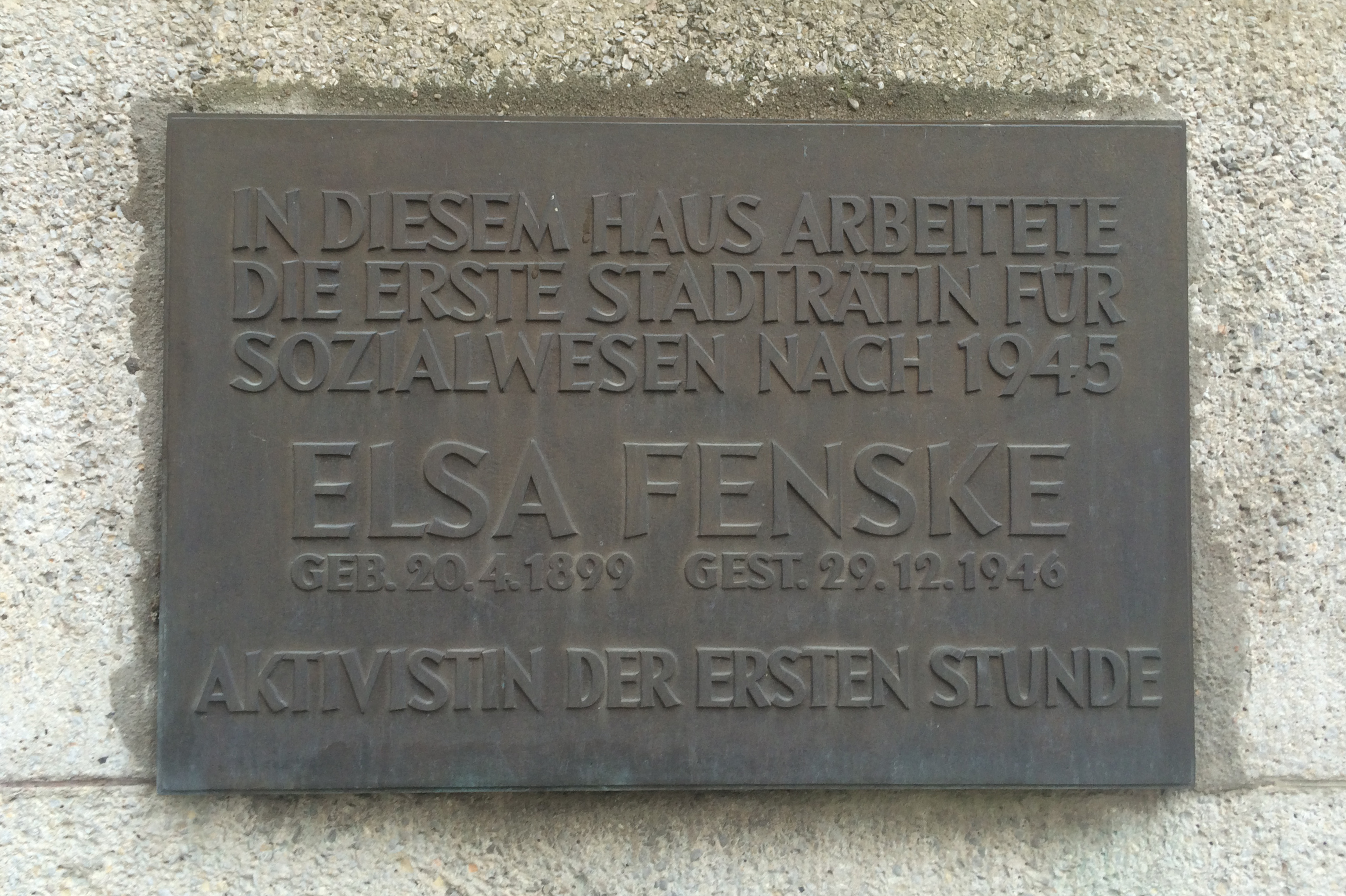
Erinnerungstafel an Elsa Fenske aus dem Jahr 1956 an ihrer Arbeitsstätte, dem Stadthaus Dresden

Elsa Fenske, geb. Classen, auch Fenske-Classen, (* 20. April 1899 in Aachen; † 29. Dezember 1946 in Dresden) war eine deutsche Politikerin, Funktionärin der KPD und Widerstandskämpferin gegen den Nationalsozialismus.

## Leben
Fenske kam 1899 als Tochter eines Aachener Fabrikanten und Textilfachmanns und einer Niederländerin mit spanischen Wurzeln zur Welt. Sie hatte eine Schwester. Ihre Kinder- und Jugendzeit verbrachte Fenske im schweizerischen Bern, kehrte jedoch für ihre kaufmännische Ausbildung nach Aachen zurück. Sie begann in Köln zu arbeiten und war ab 1920 auch Mitglied der freien Gewerkschaft in Köln. Über ihren Schwager begann sie sich für die Theorie des Marxismus zu interessieren und trat 1922 in Berlin der KPD bei. Zwei Jahre später wurde sie im sogenannten Tscheka-Prozess vor dem Reichsgericht in Leipzig angeklagt, jedoch aus Mangel an Beweisen nach einem halben Jahr Untersuchungshaft freigesprochen.
Nach einer Zeit der Arbeitslosigkeit begann Fenske 1925 in der Handelsvertretung der Sowjetunion als Korrespondentin zu arbeiten. Ihre Wohnung auf der Berliner Jüdenstraße wurde Treffpunkt für Mitglieder und Sympathisanten der KPD. Fenske engagierte sich aktiv in der KPD, unter anderem war sie als Frauenleiterin der KPD im Unterbezirk Berlin-Zentrum aktiv, gehörte zur Frauenabteilung der Bezirksleitung Berlin-Brandenburg und war schließlich sogar Mitglied der Frauenabteilung des Zentralkomitees. Im Jahr 1932 zog Fenske mit ihrem Mann und dem 1930 geborenen Sohn Kurt Fenske nach Hamburg-Altona, wo sie in der Bezirksleitung Altona der KPD als Instrukteurin für Betriebsarbeit aktiv wurde.
Ab 1933 beteiligte sich Fenske illegal am Widerstand gegen die Nationalsozialisten. Sie wurde 1933 mit ihrem Sohn verhaftet und in das Gefängnis Altona gebracht. Nach drei Monaten wurde sie freigelassen; ihr Mann geriet in Gefangenschaft, aus der er nicht wiederkehrte. In Freiheit setzte Fenske ihre Arbeit im Widerstand fort und wurde am 1. Oktober 1936 erneut verhaftet. Sie wurde in das KZ Fuhlsbüttel gebracht sowie in Hamburg und Berlin-Moabit inhaftiert. Wegen „Vorbereitung zum Hochverrat“ wurde Fenske im Winter 1938 zu einer lebenslangen Zuchthausstrafe verurteilt. Ihre Haftzeit verbrachte sie im Gefängnis Lübeck und ab Januar 1939 im Zuchthaus Jauer. Während der Haftzeit erkrankte Fenske schwer und wurde in das Lazarett des Lagers Jauer gebracht. Einer Deportation nach Auschwitz entging sie nur knapp; als Kranke verblieb sie Anfang 1945 im Lazarett des Lagers Jauer, wo sie am 12. Februar 1945 durch die Rote Armee befreit wurde. Victor Klemperer schrieb im Juli 1946 in seinem Tagebuch, dass Fenske durch die Haftzeit „ein Stimmleiden zurückbehalten“ habe.

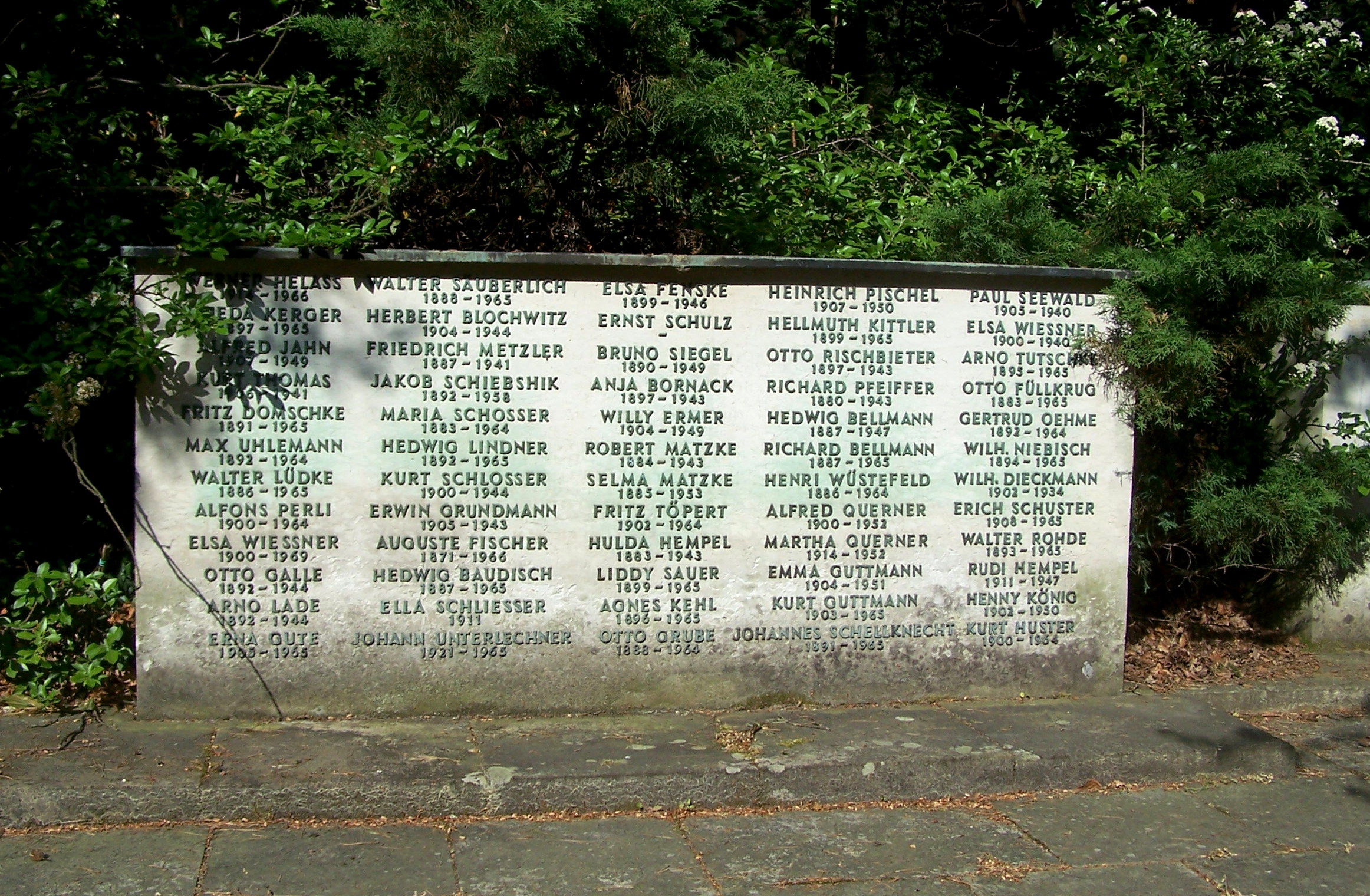
Urnengrab Elsa Fenskes auf dem Heidefriedhof in Dresden

Fenske kam am 8. Mai 1945 mit der „Gruppe Ackermann“, einer von Anton Ackermann und Hermann Matern geleiteten Initiativgruppe der KPD für Sachsen, nach Dresden. Nur wenige Tage später wurde sie Stadträtin und Leiterin des Dezernats Sozialfürsorge. In dieser Position koordinierte sie zwischen Mai und Juli 1945 unter anderem die Registrierung, Versorgung und Unterstützung von rund 160.000 Flüchtlingen in Dresden kurz nach Kriegsende, besuchte Flüchtlingslager und regelte die Unterbringung von über 6000 Kriegswaisen in Heimen und Privatpflegestellen. „In zäher Kleinarbeit schuf sie alle die Einrichtungen, derer sich die sächsische Landeshauptstadt erneut rühmen kann: Kinderheime, Schulspeisungen, ein einheitliches Versicherungssystem, Hilfe für die Flüchtlinge usw.“, fasste das Neue Deutschland in einem Nachruf auf Fenske zusammen. Über ihre Arbeit berichtete Fenske 1946 in der Publikation Von der sozialen Fürsorge zur demokratischen Sozialpolitik.
Am 21. und 22. April 1946 nahm Fenske am Gründungsparteitag der SED in Berlin teil. Ab 1. Oktober 1946 leitete sie in der Landesverwaltung Sachsen als Ministerialdirektorin die Abteilung Arbeit und Sozialfürsorge.
Fenske verstarb am 29. Dezember 1946 nach einem Verkehrsunfall auf der vereisten Straße zwischen Radeberg und Königsbrück. Klemperer notierte in seinem Tagebuch, dass ihm der Tod „sehr nahe geht, noch näher als seinerzeit Fetschers Tod […] Die großen, herzleidenden Augen, die heisere Stimme, die heiße Leidenschaft der Fenske. Ich vergesse sie nicht.“ Fenske erhielt am 3. Januar 1947 ein Staatsbegräbnis mit Trauerfeier, die im Deutschen Hygiene-Museum stattfand. Die Einäscherung erfolgte im Krematorium des Urnenhains Tolkewitz. Die Urne sollte zunächst im VVN-Urnenhain am Palaisplatz aufgestellt werden; in den 1960er-Jahren wurde sie in den Ehrenhain des Heidefriedhofs übergeführt.

## Ehrungen

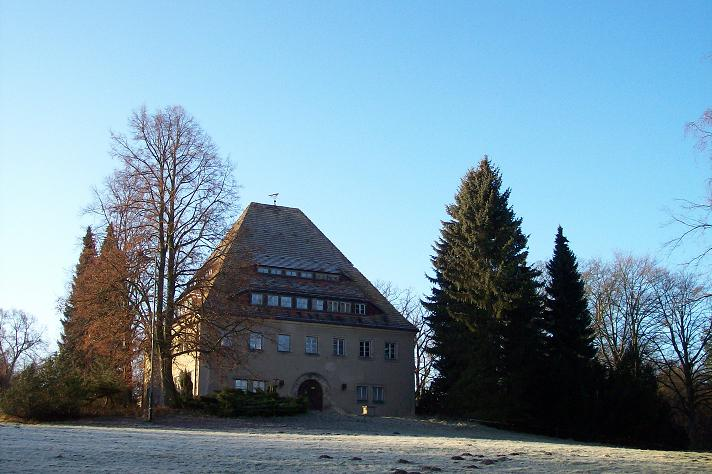
Neues Jägerhaus Grillenburg, ehemals Elsa-Fenske-Heim

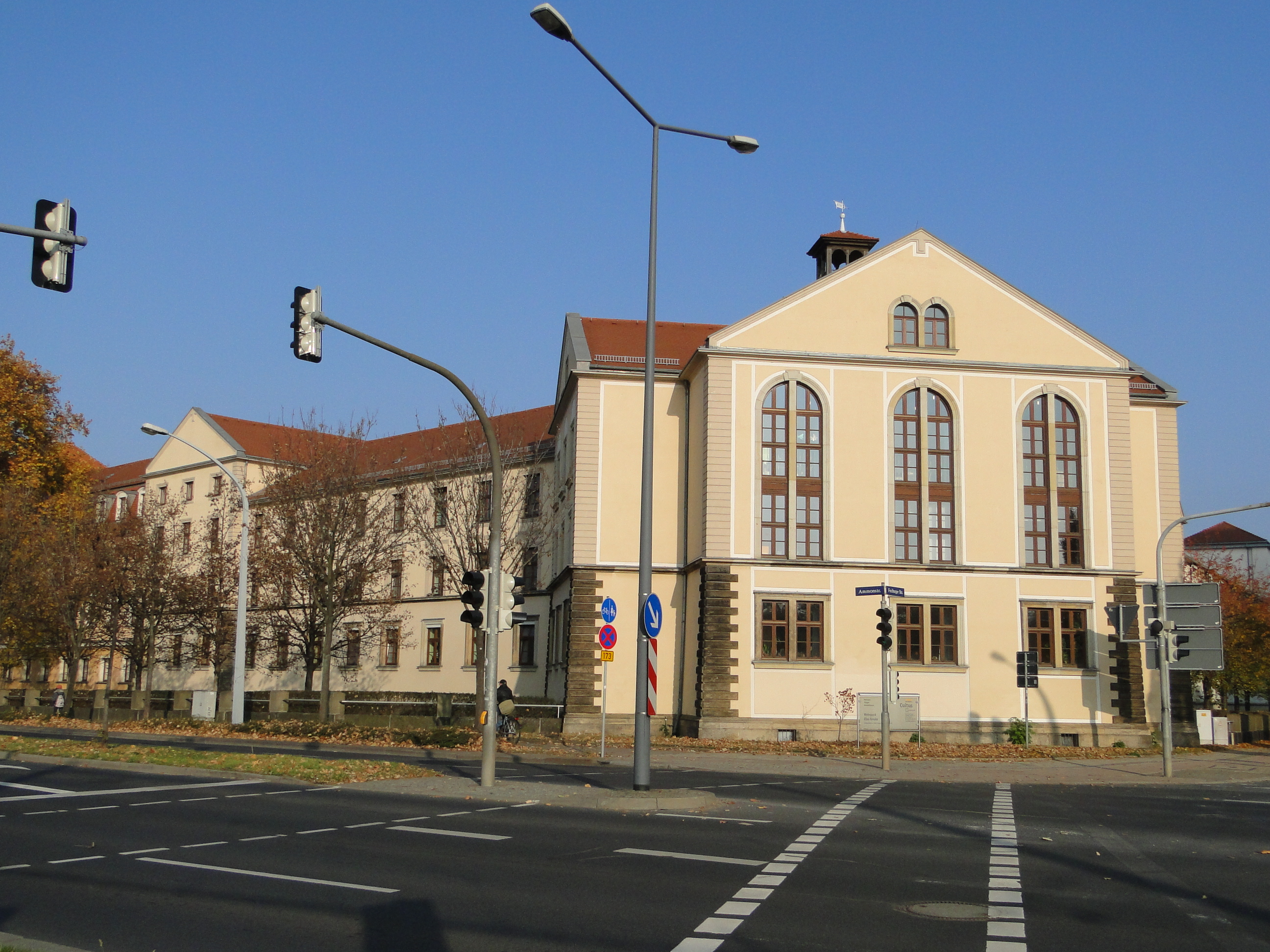
Wohnpark Elsa Fenske in Dresden

In der DDR wurde Elsa Fenske Namensgeberin für zahlreiche soziale Einrichtungen. Das Heim im ehemaligen Jägerhaus des Jagdschlosses Grillenburg trug zu DDR-Zeiten den Namen Genesungsheim „Elsa Fenske“. Im Jahr 1946 erhielt das heutige Kinderheim „Haus Carola“ in Hainewalde den Namen Elsa Fenskes.
In Dresden trägt das Alten- und Pflegeheim an der Freiberger Straße 18 seit 1952 den Namen Elsa Fenskes. Im Garten der Anlage steht eine Sandsteinbüste Fenskes. Der Maler Gerhard Schiffel (1913–2002) schuf 1947 ein Porträt Elsa Fenskes, das im Elsa-Fenske-Heim in Grillenburg und später auf Gut Gamig hing.
An Fenskes Arbeitsstätte in Dresden, dem Stadthaus Dresden, erinnert seit 1956 eine Gedenktafel an sie. Die am Stadthaus entlangführende Elsa-Fenske-Straße in Dresden wurde 1991 in Theaterstraße umbenannt. In Radeberg trägt die Elsa-Fenske-Straße ihren Namen.